# Marc Van de Mieroop
Marc Van de Mieroop   (Bèlgica, 22 d'octubre de 1956) (Ph.D. Universitat Yale 1983) és un professor belga (professor titular 1996) d'història de l'Antic Orient Proper a la Universitat de Colúmbia.
A més dels seus articles i traduccions, entre els seus llibres publicats s'inclouen:
- Crafts in the Early Isin Period (1987)
- Sumerian Administrative Documents from the Reigns of Ishbi-Erra and Shu-Ilishu (1987)
- Society and Enterprise in Old Babylonian Ur (1992)
- The Ancient Mesopotamian City (1997 i 1999) Oxford University Press, Oxford. ISBN 978-0-19-815286-6
- Cuneiform Texts and the Writing of History (1999)
- King Hammurabi of Babylon (2005) Blackwell, Oxford. ISBN 978-1-4051-2660-1
- The Eastern Mediterranean in the Age of Ramesses II (2007) Wiley-Blackwell, Oxford. ISBN 978-1-4051-6069-8
- A History of Ancient Egypt (2011) Wiley-Blackwell, Oxford. ISBN 978-1-4051-6071-1
- Crossroads and Cultures. A History of the World's Peoples (2012), Bedford-St. Martin, ISBN 0-312-57317-0; amb Bonnie Smith, Richard von Glahn, i Kris Lane
- A History of the Ancient Near East, ca. 3000-323 BC (2015) Wiley-Blackwell, Oxford. ISBN 978-1118718162
- Philosophy before the Greeks. The Pursuit of Truth in Ancient Babylonia (2015), Princeton University Press. ISBN 978-0691157184